# Kościół szpitalny Świętego Ducha we Wrześni
Kościół szpitalny Świętego Ducha – rzymskokatolicki kościół szpitalny, który znajdował się w dawnej wsi Opieszyn, obecnie w granicach administracyjnych miasta Wrześni. Zlokalizowany był w okolicy skrzyżowania współczesnych ulic Chopina i Moniuszki. Rozebrany w 1791 roku.

## Historia
Początki kościoła sięgają 1500, kiedy ówcześni dziedzice Wrześni, Jan Wrzesiński wraz z żoną Anna, starali się o powstanie w tym miejscu przytułku dla chorych, ubogich i starców, zwanego szpitalem oraz świątyni. Budynki powstały jednak dopiero w 1521. Przy kościele założono cmentarz, wzniesiono obszerną plebanie oraz budynki gospodarcze. W pierwszej połowie XVII wieku stan kościoła wraz z towarzyszącymi budynkami nie był najlepszy, co wynikało z zaniedbania kolatorów. W latach 30. XVII wieku proboszcz Albert Radicz przeprowadził potrzebne prace remontowe. Kościół został zniszczony w czasie potopu szwedzkiego, splądrowany, a następnie spalony. Po wojnie przystąpiono do jego odbudowy, która zakończyła się w 1664. Budynek przez kolejne przemarsze wojsk oraz niekorzystną sytuację ekonomiczną zaczął się rozpadać. Nieremontowany, popadł w ruinę. Ostatecznie w 1791 przestał istnieć.

## Architektura
Kościół był drewniany, dach pokryty był gontem. Do świątyni przylegała niewielka zakrystia. Posadzka wyłożona była cegłą, natomiast ściany pokryte były polichromią. Przy wejściu stała kropielnica, po lewej stronie znajdował się chór muzyczny, wsparty dwoma kolumnami. W kościele znajdowały się również trzy ołtarze: główny z obrazem Matki Boskiej Pocieszenia, oraz boczne, przedstawiające patrona od zarazy św. Rocha oraz św. Sebastiana patrona od chorób zakaźnych. Blisko kościoła mieściła się plebania, która składała się z dwóch izb. Obok znajdowały się budynki gospodarcze. Nieopodal budynku znajdowała się dzwonnica, w której wisiały dwa dzwony.

## Upamiętnienie
W miejscu dawnego kościoła znajduje się kamienna tablica pamiątkowa z inskrypcją: W TYM MIEJSCU W LATACH 1521-1791 / ZNAJDOWAŁ SIĘ CMENTARZ SZPITALNY / Z KOŚCIOŁEM ŚWIĘTEGO DUCHA / FUNDOWANY PRZEZ / JANA I BARBARĘ WRZESIŃSKICH, / DZIEDZICÓW MIASTA.